# West Scio
West Scio – jednostka osadnicza w Stanach Zjednoczonych, w stanie Oregon, w hrabstwie Linn.

## Geografia
West Scio leży na skrzyżowaniu dwóch dróg: Jefferson – Scio Road i West Scio Road. Są to dwa kilometry na zachód od miejscowości Scio.

## Demografia
Według spisu ludności z 2010 roku, które przeprowadziła agencja rządowa United States Census Bureau, w west Scio mieszkało 120 mieszkańców.